# Val de San Martín
Val de San Martín – gmina w Hiszpanii, w prowincji Saragossa, w Aragonii, o powierzchni 25,66 km². W 2011 roku gmina liczyła 77 mieszkańców.